# Cubrial
Cubrial é uma comuna francesa na região administrativa de Borgonha-Franco-Condado, no departamento de Doubs. Estende-se por uma área de 5,92 km². Em 2010 a comuna tinha 147 habitantes (densidade: 24,8 hab./km²).